# Едил
Едил (на латински: aedilis от aedes – храм) е длъжностно лице в Древен Рим, отговарящо за спортните състезания, строителния надзор, осигуряване на зърнените запаси на града и грижа за инфраструктурата. Длъжността едил се появила през 494 пр.н.е., първоначално като нисш римски магистрат от плебеите. Плебейските едили изпълнявали ролята на помощници на трибуна. Впоследствие едилите се разделят на плебейски и патрициански, а в по-късния период тази длъжност не била свързана с произход.
Курулните едили, устроили за своя сметка Мегалезийските и Римските игри. Носили тога с пурпурна лента и други почетни знаци, като курулно кресло и маски на предците. Плебейските едили устроили Плебейските игри и празниците на Церера и Флора.
Цицерон (Legg. iii. 3, 7) разделя задълженията на едилите на три:
1. Грижа за града: ремонт и запазване на храмовете, каналите и акведуктите; почистването и павирането на улиците; наредби за трафика, опасните животни и разрушените сгради; предпазни мерки срещу пожари; надзор на бани и ханове; наказване на комарджиите и лихварите; обща грижа за обществения морал, включваща предпазване от чужди суеверия.
2. Осигуряване на провизии: проучване на качеството на доставяната стока и правилното измерване на теглото и мерките ѝ; покупка и осигуряване на зърно, за да има в случай на необходимост.
3. Грижа за игрите: контрол и организация на обществените игри.

По време на Октавиан Август длъжността изгубила своето значение и свързаните с нея юридически отговорности, както и грижата за игрите, преминали към претора, а отговорностите за града – към градските префекти. След това в империята, в която до 3 век били назначавани по 6 едили, длъжността престанала да съществува.